# Nationaal Legioen
Het Nationaal Legioen, beter bekend onder zijn Franse benaming Légion Nationale, was de eerste fascistische beweging in België. Ze werd in 1922 opgericht en rekruteerde vooral in het oudstrijdersmilieu. 

## Achtergrond
Leider van deze organisatie was de Luikse advocaat en oorlogsvrijwilliger ’14-18, Paul Hoornaert. Op haar hoogtepunt was het Legioen ongeveer een vijfduizendtal leden sterk. Ze beschikte over een geüniformeerde militie naar Italiaans model. Ook op ideologisch vlak haalde het Legioen zijn inspiratie bij het Italiaanse fascisme van Benito Mussolini. Naast anticommunistisch en antisemitisch was het Legioen bovendien ook patriottisch, belgicistisch en royalistisch. 
Het Nationaal Legioen was in de eerste plaats een Franstalig fenomeen, maar had ook enige aanhang in Vlaanderen. Tot een echte toenadering met de partij Rex kwam het niet omdat het Legioen de democratie resoluut afwees en aan geen verkiezingen wilde deelnemen. De organisatie was geïnfiltreerd in het Belgisch leger en speelde een rol bij de mislukte staatsgreep in 1936. 
Tijdens de Tweede Wereldoorlog stapte het Nationaal Legioen wegens haar Belgisch patriottisme niet in de collaboratie, maar ging in het verzet. Leider Paul Hoornaert werd door de Gestapo aangehouden en stierf in 1944 in een Duits gevangenis in Sonnenburg.

## Bekende leden
- Paul Hoornaert
- Leopold Jacquemin